# Tomás Pereira
Tomás Pereira (São Martinho do Val, Famalicão, 1 de novembre de 1645 - 1708, als 63 anys) va ser un jesuïta, matemàtic i científic portuguès que va viure la major part de la seva vida a la Xina.
El 25 de setembre de 1663 va ingressar a la Companyia de Jesús. El 15 d'abril de 1666 va embarcar cap a l'Índia. Va continuar els estudis a Goa i va arribar a Macau el 1672.
Tomás Pereira va viure a la Xina fins a la seva mort, el 1708. Va ser presentat a l'emperador Kangxi pel company jesuïta Ferdinand Verbiest. Va ser astrònom, geògraf i, principalment, músic, i és autor d'un tractat sobre la música europea que va ser traduït al xinès, i també constructor d'un orgue i d'un carilló que van ser instal·lats en una església de Pequín. És considerat l'introductor de la música europea a la Xina. Va ser responsable de la creació dels noms xinesos dels termes tècnics musicals d'Occident, molts dels quals es fan servir encara avui.
A més de dedicar-se a la música, el pare Tomás Pereira va participar conjuntament amb el jesuïta francès Jean-François Gerbillon en el procés de negociació i també en la traducció i redacció del Tractat de Nértxinsk (1689), que es considera el primer tractat subscrit per la Xina amb una potència europea; en aquest cas, l'imperi Rus.